# 동주 (영화)
《동주》(東柱)는 2016년 2월 17일에 개봉한 대한민국의 영화이며, 흑백 화면으로 만들어졌다. 윤동주의 일대기를 모티브로 한 영화이며, 옥중에서의 윤동주와 윤동주가 과거를 회상하는 부분을 교차적으로 구성하였다.

## 줄거리
한국독립운동에 가담했다는 이유로 일본 정부에 투옥된 윤동주 시인의 삶을 따라가는 이야기이다.

## 캐스팅

### 주요 인물
- 강하늘 : 윤동주 / 히라누마 역
- 박정민 : 송몽규 / 소무라 역
- 김인우 : 총독부 고등형사 역
- 최홍일 : 윤동주의 아버지 / 윤영석 역
- 김정석 : 송몽규의 아버지 / 송창희 역
- 최희서 : 쿠미 역
- 신윤주 : 이여진 역

### 그 외
- 김우진 : 효치 교수 역
- 민진웅 : 강처중 역
- 최종률 : 윤동주의 조부 역
- 이선주 : 동주의 어머니 역
- 박명신 : 몽규의 어머니 역
- 이빛나 : 동주의 여동생 역
- 문태홍 : 동주의 남동생 역
- 최정헌 : 문익환 역
- 성홍일 : 명희조 역
- 조성우 : 교실 학생 역
- 김진혁 : 용정 연설 사내 역
- 유명상 : 용정어른 1 역
- 김다흰 : 용정어른 2 역
- 허연정 : 용정아낙 1 역
- 성수연 : 용정아낙 2 역
- 한창현 : 이웅 역
- 김수웅 : 센바 교수 역
- 다케다 히로미츠 : 간수장 역
- 요코우치 히로키 : 히다카 역
- 정운봉 : 윤치호 역
- 조하석 : 신지 대좌 역
- 정준원 : 조선 유학생 1 역
- 윤정일 : 조선 유학생 2 역
- 김준형 : 조선인 죄수 역
- 두경민 : 도망 죄수 역
- 김성훈 : 중국인 사업가 역
- 윤승준 : 일본인 사업가 역
- 임아대 : 시험 감독관 역
- 이재혜 : 간호사 역
- 허옥진 : 기록원 역
- 전재형 : 간수장 역
- 알렉산드라 미첼 해거 : 외국인 여교수 역

### 특별출연
- 문성근 : 정지용 역

## 수상 내역
- 2016년 제36회 황금촬영상 촬영상 동상 - 최용진
- 2016년 제36회 황금촬영상 신인남우상 - 박정민
- 2016년 제52회 백상예술대상 영화부문 대상 - 이준익
- 2016년 제52회 백상예술대상 영화부문 남자신인연기상 - 박정민
- 2016년 제16회 디렉터스 컷 시상식 올해의 남자신인연기상 - 박정민
- 2016년 제16회 디렉터스 컷 시상식 올해의 제작자상 - 신연식
- 2016년 제25회 부일영화상 감독상 - 이준익
- 2016년 제25회 부일영화상 각본상 - 신연식
- 2016년 제25회 부일영화상 음악상 - 모그
- 2016년 제36회 한국영화평론가협회상 각본상 - 신연식
- 2016년 제36회 한국영화평론가협회상 국제영화비평가연맹 한국본부상 - 이준익
- 2016년 제36회 한국영화평론가협회상 10대 영화상
- 2016년 제17회 부산영화평론가협회상 각본상 - 신연식
- 2016년 제37회 청룡영화상 신인남우상 - 박정민
- 2016년 제37회 청룡영화상 각본상 - 신연식
- 2017년 제22회 춘사영화상 남우조연상 - 박정민
- 2018년 2018 레지스탕스 영화제 베스트 엑트리스상 - 최희서